# Biler (film)
 For alternative betydninger, se Bil (flertydig). (Se også artikler, som begynder med Bil)
Biler (engelsk: Cars) er en animationsfilm af John Lasseter fra 2006. Biler er lavet i Pixar-studiet som ren computer-animation. Filmens univers er en verden (mere præcist: USA), hvor alle levende væsener er biler. Hovedpersonen er den unge racerbil Lynet McQueen, der gennemgår en traditionel dannelseshistorie, da han på tærsklen til at blive den store stjerne ved skæbnens tilskikkelse ender i den lille gudsforladte flække, Kølerkildekøbing/Bofællesskabsgade, på den en gang så berømte Route 66. 
Den tidligere danske popsanger Jørgen Klubien er medforfatter og -animator på filmen.

## Handling
Lynet McQueen er en ung fremadstormende racerbil, der i sæsonens sidste løb ender med at have lige så mange point som to andre biler, og det besluttes derfor, at mesteren skal kåres ved et nyt løb en uge senere i Californien. Lynet vil gerne hurtigt dertil og opfordrer sin lastbil til at køre så meget som muligt. Da denne er ved at falde i søvn, indtræffer der næsten en ulykke, som bevirker, at Lynet ryger bagud af lastbilen og pludselig finder sig selv i ingenmandsland. Under forsøget på at finde tilbage ramler han ind i den lille søvnige Kølerkildekøbing, hvor han ødelægger vejen. Han fanges af sheriffen og tvinges til at forblive i byen, til han har repareret vejen igen. 
Han føler sig overlegen over byens indbyggere, men den naive og humørfyldte kranbil Bumle viser ham tillid i modsætning til de fleste andre indbyggere, herunder den dejlige Porsche-advokat Sally og den gamle, utilnærmelige Doc Hudson. Han udsættes af sidstnævnte for en fartprøve i et øde område, som han ikke klarer, da han ikke er vant til at køre i grus, og Docs råd vil han ikke høre på. Han accepterer efterhånden sin straf, forelsker sig i Sally og ender med at gennemføre reparationen. Samtidig går det op for ham, at byen engang var et driftigt punkt på Route 66, men at trafikken nu med en ny motorvej går uden om byen. Desuden opdager han, at Doc for mange år siden var en berømt racerbil, som pludselig forsvandt ud af rampelyset. Lynet hjælper med til at shine byen op, og da pressen finder ham i byen, bliver den igen berømt.
Lynet når til det afgørende løb, hvor han med sine erfaringer fra opholdet i Kølerkildekøbing viser nye sider af sig selv, og han ender med at slå sig ned i byen sammen med Sally, der endelig accepterer det nye Lynet.

## Stemmer
| Rolle                      | Engelsk             | Dansk                  |
| -------------------------- | ------------------- | ---------------------- |
| Lynet McQueen              | Owen Wilson         | David Owe              |
| Doc Hudson Hornet          | Paul Newman         | Ole Ernst              |
| Sally                      | Bonnie Hunt         | Annette Heick          |
| Bumle                      | Larry the Cable Guy | Lars Hjortshøj         |
| Kongen                     | Richard Petty       | Tom Kristensen         |
| Ronny Ræs                  | Michael Keaton      | Mads Mikkelsen         |
| Sheriffen                  | Michael Wallis      | Ulf Pilgaard           |
| Luigi                      | Tony Shalhoub       | Dario Campeotto        |
| Ramone                     | Cheech Marin        | Tommy Kenter           |
| Mack                       | John Ratzenberger   | Lasse Lunderskov       |
| Frede                      | George Carlin       | Eddie Skoller          |
| Sjanten                    | Paul Dooley         | Henning Palner         |
| Flora                      | Jenifer Lewis       | Ditte Gråbøl           |
| Claes Bremse               | Bob Costas          | Claus Borre            |
| Ræson Rat                  | Darrell Waltrip     | Jason Watt             |
| John                       | Jeremy Piven        | John Christoffersen    |
| Tex Dinoco                 | Humpy Wheeler       | Karsten Ree            |
| Fru Kongen                 | Lynda Petty         | Vibeke Hastrup         |
| Line Turbopen              | Sarah Clark         | Line Baun Danielsen    |
| Vagn                       | Richard Kind        | Paul Hüttel            |
| Mini                       | Edie McClurg        | Birthe Neumann         |
| Klink                      | Tom Magliozzi       | Michael Wikke          |
| Klank                      | Ray Magliozzi       | Steen Rasmussen        |
| Peter Built                | Joe Ranft           | Peter Zhelder          |
| Junior                     | Dale Earnhardt Jr.  | Laus Høybye            |
| Drøn                       | Jonas Rivera        | Mathias Klenske        |
| DJ                         | E.J. Holowicki      | Jasper Spanning        |
| Spoiler                    | Adrian Ochoa        | Mikkel Christiansen    |
| Snot Rod                   | Lou Romano          | Laus Høybye            |
| Mia                        | Lindsey Collins     | Annevig Schelde Ebbe   |
| Tia                        | Elissa Knight       | Annevig Schelde Ebbe   |
| Michael Schumacher Ferrari | Michael Schumacher  | Karl Antz              |
| Knud                       | Mike Nielsen        | Peter Secher Schmidt   |
| Jay Limo                   | Jay Leno            | Peter Secher Schmidt   |
| Mario Andretti             | Mario Andretti      | Henrik Koefoed         |
| Fred                       | Andrew Stanton      | Søren Ulrichs          |
| Lizzie                     | Katherine Helmond   | Karen Margrethe Bjerre |
| Guido                      | Guido Quaroni       |                        |
| Røde                       | Joe Ranft           | Tom Jensen             |

## Temaer
Filmen er spækket med referencer til forskellige forhold i den virkelige verden samt filmens verden i øvrigt. Her følger nogle eksempler:
- Under rulleteksterne ser en af figurerne film, der er bil-versioner af tidligere Pixar-film, og han kommenterer på den fine stemmeføring – i den engelske version er alle stemmerne (inkl. kommentatoren) lavet af den samme person, John Ratzenberger.
- Sally ejer et motel bestående af huse formet som trafikkegler. Der findes to moteller på Route 66 med huse udformet som wigwams, og Sallys motel er baseret på disse.
- En racerløbsulykke i filmen er meget præcis genskabelse af en virkelig ulykke fra Daytona 500 løbet i 1988.
- I filmen viser Bumle Lynet, hvordan man laver drengestreger i form af traktorvæltning. Traktorerne står og sover ude på markerne, og man lister sig ind på dem og sætter hornet i bund, hvorpå traktorerne vælter. Dette svarer til kovæltning i den virkelige verden.

- der er også flere mere skjulte referencer til andre pixarfilm. Fx står der "lightyear" på McQueens dæk, hvilket henviser til Buzz fra Toystory. Det rigtige dæknavn er selvfølgelig "goodyear". 
- da Mack (lastbilen) kører mod Californien passerer de en række fugle på en højspændingsledning. De er fra en Pixar kortfilm. 
- Dinoco er det fiktive olieselskab, der sponsorerer vinderen af Stempelcup'en. Det er også med i Toystory repræsenteret ved en tankstation og i Wall E findes en lighter med Dinocos logo på Wall E's hylde.

## Produktion
Tekst mangler, hjælp os med at skrive teksten

## Modtagelse
Tekst mangler, hjælp os med at skrive teksten